# Zakhar Prilepin
Zakhar Prilepin, rus: Заха́р Приле́пин (nom real: Ievgueni Nikolàievitx Prilepin, rus:  Евге́ний Никола́евич Приле́пин nascut el 7 de juliol de 1975 al poble d'Ilinka, raion de Skopinski, óblast de Riazan, RSFSR, URSS) és un escriptor, filòleg i periodista rus.

## Biografia
És fill de Nikolai Semiónovitx Prilepin, mestre d'escola i Tatiana Nikolàievna Nissíforova, infermera.
El 1986, la família es va traslladar a l'óblast de Nijni Nóvgorod, a la ciutat de Dzerjinsk, on els pares van rebre un apartament.
Després de graduar-se a l'escola secundària el 1992, Prilepin es va traslladar a Nijni Nóvgorod.
El 1994 va ser cridat al servei militar a les files de l'exèrcit rus, però per circumstàncies va quedar a la reserva.
Després de servir a l'exèrcit, va estudiar a l'Escola de Policia de l'Acadèmia de Nijni Nóvgorod del Ministeri de l'Interior de Rússia. i va servir a la policia antidisturbis. Paral·lelament al servei, va estudiar a la facultat de filologia de la Universitat Estatal de Nijni Nóvgorod, però va haver d'interrompre els seus estudis el 1996 en relació amb el servei i fou enviat, juntament amb el personal de la unitat, a Txetxènia, per participar en les hostilitats. Aquesta experiència es veuria reflectida, posteriorment, en la seva obra literària.

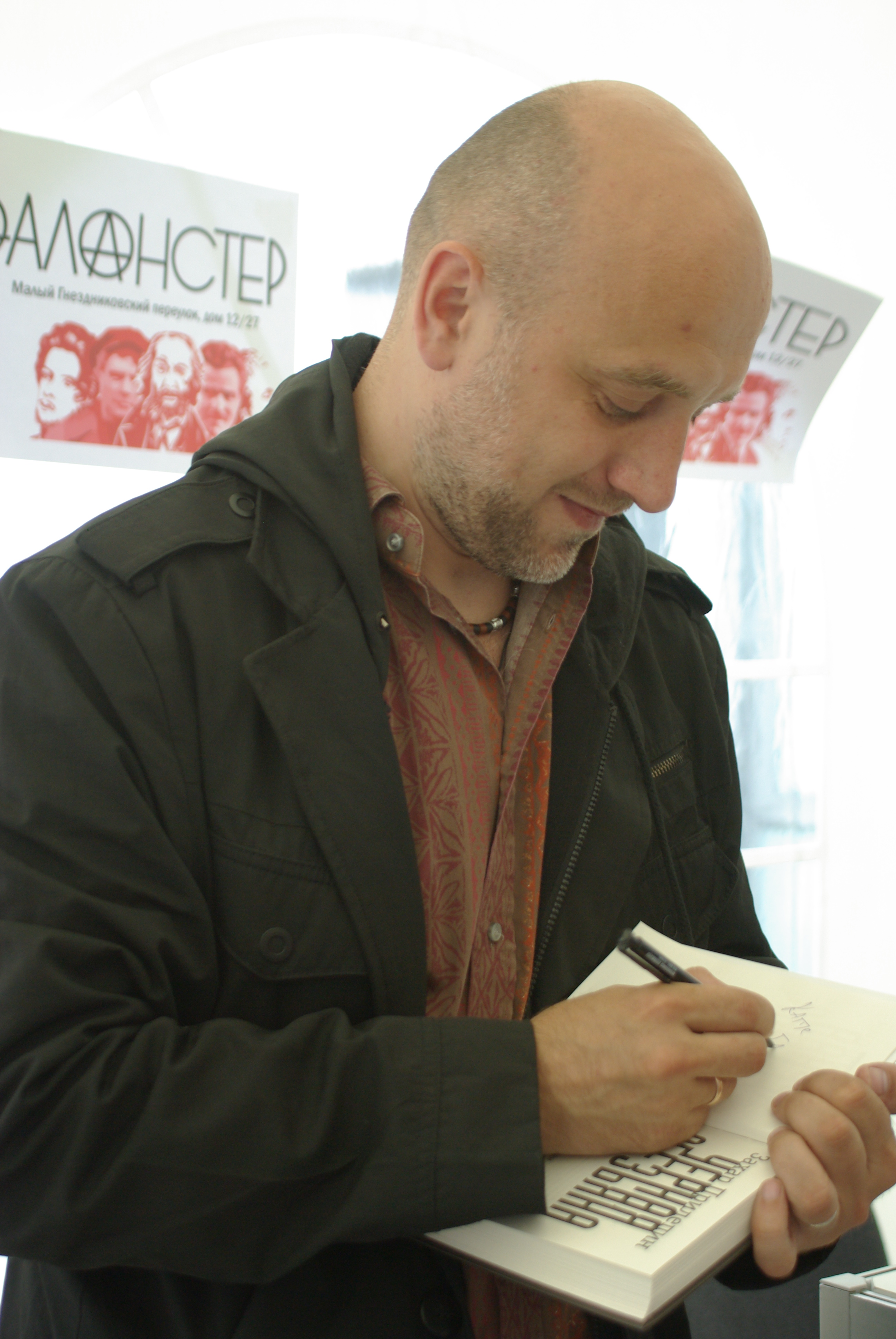
Zakhar Prilepin al 6è Festival Internacional del Llibre de Moscou

L'agost - setembre de 1999, va participar en repel·lir la invasió de militants i en enfrontaments armats al Daguestan; el mateix any, es va graduar a la universitat, es convertí en filòleg titulat i va deixar el servei a les forces especials de policia.
L'any 2000 va trobar feina com a periodista al diari "Delo" de Nijni Nóvgorod. Publicà amb molts pseudònims, el més famós dels quals és "Ievgueni Lavlinski". El 2001, es va convertir en redactor en cap del diari. Al mateix temps, començà a treballar en la seva primera novel·la, "Les patologies", rus: Патологии.
Sobre el començament de la seva trajectòria literària, Prilepin ha relatat:
| « | Em vaig convertir en escriptor per necessitat, havia d'alimentar la meva família […] Un amic em va proposar treballar al diari Delo [... ], el diari era certament groc, horrorós ... i llavors vaig comprendre que consumia la meva vida en va i em vaig posar a escriure una novel·la. Primer era una obra sobre l'amor, però a poc a poc (vaig treballar-hi uns tres o quatre anys) es va convertir en una novel·la sobre Txetxènia, com l'experiència més forta de la meva vida. Al nostre país, diuen, facis el que facis, sempre et surt un "Kalàixnikov". | » |

Les obres de Prilepin han estat publicades en diversos diaris, inclosos Limonka, Literaturnaia gazeta, Na kraiu, Gueneralnoy linii, així com a les revistes Séver, Drujba narodov, Roman-gazeta, Novi mir, Snob, Russki pioner, Rússkaia jizn, Avrora
Prilepin va ser el redactor en cap del diari nacional bolxevic de Nijni Novgorod L'observador de la gent, rus: Народный наблюдатель. Va participar en un seminari de joves escriptors a Moscou - Peredélkino (febrer de 2004) i en el IV, V, VIè Fòrum de joves escriptors a Moscou, Rússia.
Prilepin fou membre del Partit Nacional Bolxevic rus. que es va presentar dins de la coalició L'Altra Rússia a les eleccions legislatives de Rússia de 2007. Va participar en l'organització dels dissidents de Nijni Nóvgorod a la Marxa del desacord el 24 de març de 2007. El juliol de 2012 va publicar un breu assaig titulat "Una Carta al camarada Stalin", una crítica estalinista dirigida contra la" societat liberal "russa moderna, que fou àmpliament considerada antisemita.
Els mitjans de comunicació van mencionar repetidament l'amistat de Prilepin amb Vladislav Surkov. Es va informar que Surkov i Prilepin van créixer a la mateixa ciutat.
El febrer de 2017, Prilepin va anunciar la formació d'un batalló de voluntaris a l'autoproclamada República Popular de Donetsk; i va afirmar que "aniria a cavall blanc per qualsevol ciutat que hàgim abandonat". Prilepin aviat es va convertir en una figura influent en aquest estat autodeclarat. El juliol de 2018 va tornar "desmobilitzat" a Moscou.
El 29 de novembre de 2018, es va incorporar al Front Popular Panrús. Per això, va ser exclòs del partit polític L'Altra Rússia per part del seu fundador Eduard Limónov, que anteriorment, juntament amb els membres del partit, van oferir a Prilepin la seva pròpia tria a favor d'una de les dues estructures polítiques.
El 29 d'octubre de 2019, va crear el moviment públic "Per la veritat", rus: За правду. També va admetre que el moviment es podria transformar en un partit polític que participaria a les eleccions legislatives del 2021.

## Influències
Prilepin admira el novel·lista soviètic Leonid Leónov. Prilepin és l'autor de la biografia de Leónov
Prilepin diu que els seus autors preferits són Gaitó Gazdànov, Romain Gary, Borís Zàitsev, Thomas Mann, Henry Miller, Anatoli Mariengof, Vladímir Nabokov, Eduard Limónov, Aleksander Prokhànov, Jonathan Franzen, Mikhaïl Xólokhov. Esmenta entre les seves poesies preferides l'edat de plata de la poesia russa, la poesia llatinoamericana i la moderna poesia grega. També ha expressat que el seu poeta favorit és Serguei Iessenin

## Premis
- Premi Borís Sokolov 2004
- Premi del setmanari Literaturnaia Rossía 2004
- Premi de la revista  Roman-Gazeta  2005, categoria Descobriment
- Diploma del premi Evrika 2006
- Finalista del Booker Rus 2006 amb Sànkia
- Premi Literari Internacional Xinès pel millor llibre estranger de 2006
- Premi Iàsnaia Poliana 2007 per la novel·la Sànkia
- Premi Alexandre Nevski 2007 per la novel·la Pecat
- Premi de l'Institut d'Estratègia Nacional 2008
- Premi Bestseller Nacional 2008 per Pecat
- Medalla de Plata del Premi Bunin 2009 per Terra Tartarara
- Premi Súper Bestseller de la Dècada per Pecat (2011)
- Finalista del Booker Rus de la Dècada (2011) amb Sànkia
- Premi Caragol de Bronze 2012 per El mico negre

## Vida personal
Prilepin està casat i té dos fills i dues filles. Viu a Nijni Nóvgorod.

## Llibres (selecció)
- Les patologies / Патологии, editorial Andréievski Flag, 2004 (novel·la)
- Sànkia / Санькя, Ad Marginem, 2006 (novel·la)
- Pecat / Грех, Vagrius, 2007 (novel·la)
- Botes plenes de vodka calent / Ботинки, полные горячей водкой, AST, 2008 (llibre de contes)
- Jo vaig venir de Rússia / Я пришёл из России, Limbus Press, 2008 (assajos)
- Terra Tartarara. Això em pertoca personalment / Terra Tartarara. Это касается лично меня, AST, 2009 (assajos)
- El mico negre / Чёрная обезьяна, AST, 2011 (novel·la)
- Els vuit / Восьмёрка, Astrel, 2012 (recull de narracions breus)
- Alguns no van a l'infern / Некоторые не попадут в ад — edició del 2019, AST. Editat per Ielena Xubina